# Ho Či Minovo Město

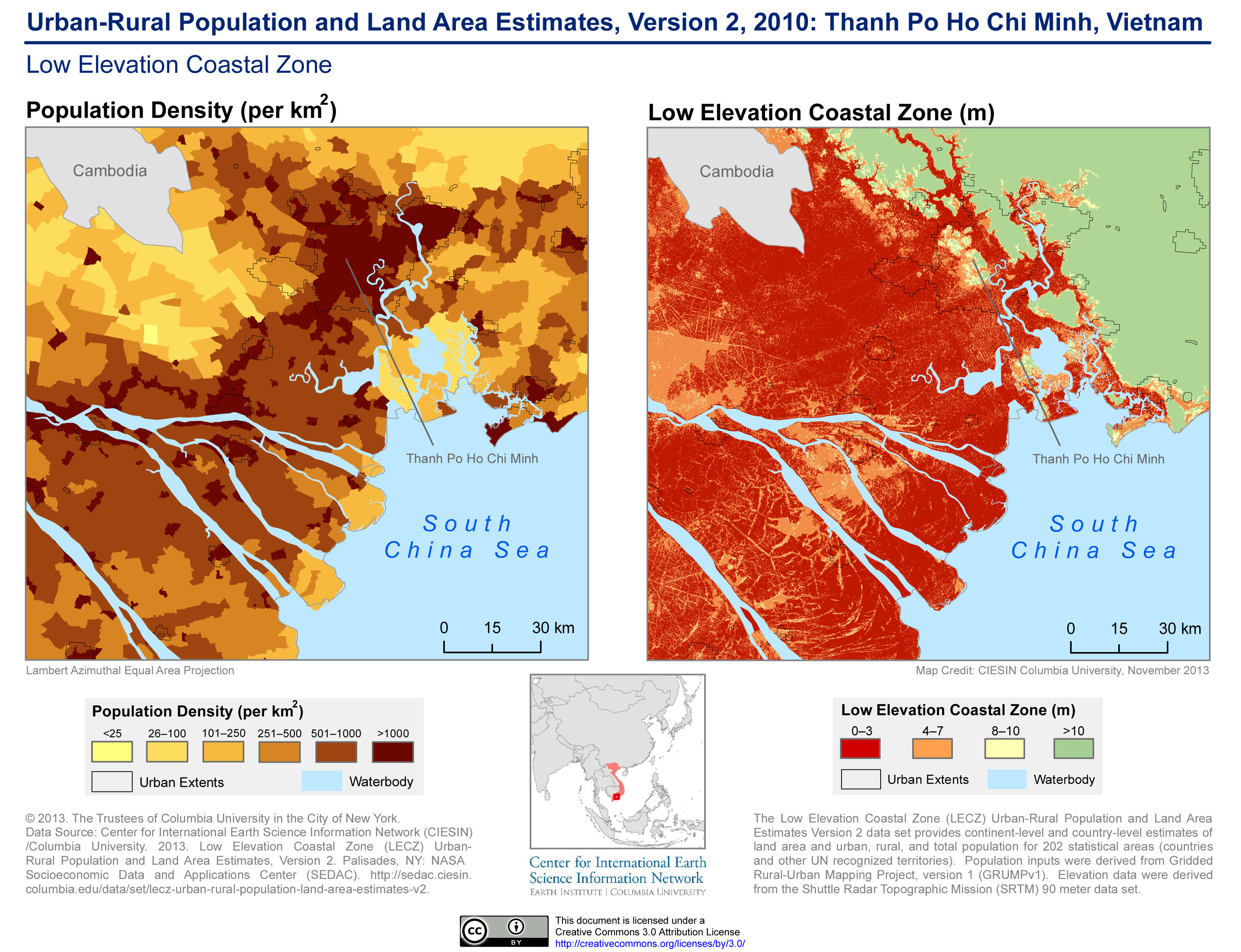
Hustota obyvatelstva a nadmořská výška ve městě (2010). Ho Či Minovo Město je náchylné na vzestup hladiny moře.

Ho Či Minovo Město (vietnamsky Thành phố Hồ Chí Minh  [tʰàjŋ̟ fǒ hò cǐ mīŋ̟]), známé také pod svým dřívějším jménem Saigon (vietnamsky Sài Gòn), je největším vietnamským městem. Nachází se na jihu země, nedaleko delty řeky Mekong. V roce 2016 žilo v celé metropolitní oblasti 10,3 milionu obyvatel.

## Historie
V minulosti bylo město nazýváno též Prey Nokor, po dobytí jižní Kambodže Vietnamci v 16. století bylo připojeno k Vietnamu s novým názvem Saigon.
Dne 5. června 1862 byl vietnamský císař nucen podepsat první saigonskou smlouvu, což mj. znamenalo předání Saigonu Francii. Roku 1887 se stalo sídlem generálního guvernéra francouzské kolonie Kočinčína. Od roku 1955 byl Saigon hlavním městem Jižního Vietnamu.
Dobytím města Saigonu Severním Vietnamem 30. dubna 1975 byla ukončena vietnamská válka. Město bylo poté pojmenováno po prezidentovi Severního Vietnamu Ho Či Minovi, vůdci vietnamského boje za národní osvobození z francouzského područí a posléze boje proti vojenským jednotkám USA, na Ho Či Minovo Město. Čtvrť tvořící centrum města se však i dnes jmenuje nadále Saigon.

## Geografie
|    | Okres                         |
| -- | ----------------------------- |
| 1  | Okres 1                       |
| 2  | Okres 2 - část okresu Thủ Đức |
| 3  | Okres 3                       |
| 4  | Okres 4                       |
| 5  | Okres 5                       |
| 6  | Okres 6                       |
| 7  | Okres 7                       |
| 8  | Okres 8                       |
| 9  | Okres 9 - část okresu Thủ Đức |
| 10 | Okres 10                      |
| 11 | Okres 11                      |
| 12 | Okres 12                      |
| 13 | Bình Thạnh                    |
| 14 | Bình Tân                      |
| 15 | Gò Vấp                        |
| 16 | Phú Nhuận                     |
| 17 | Tân Bình                      |
| 18 | Tân Phú                       |

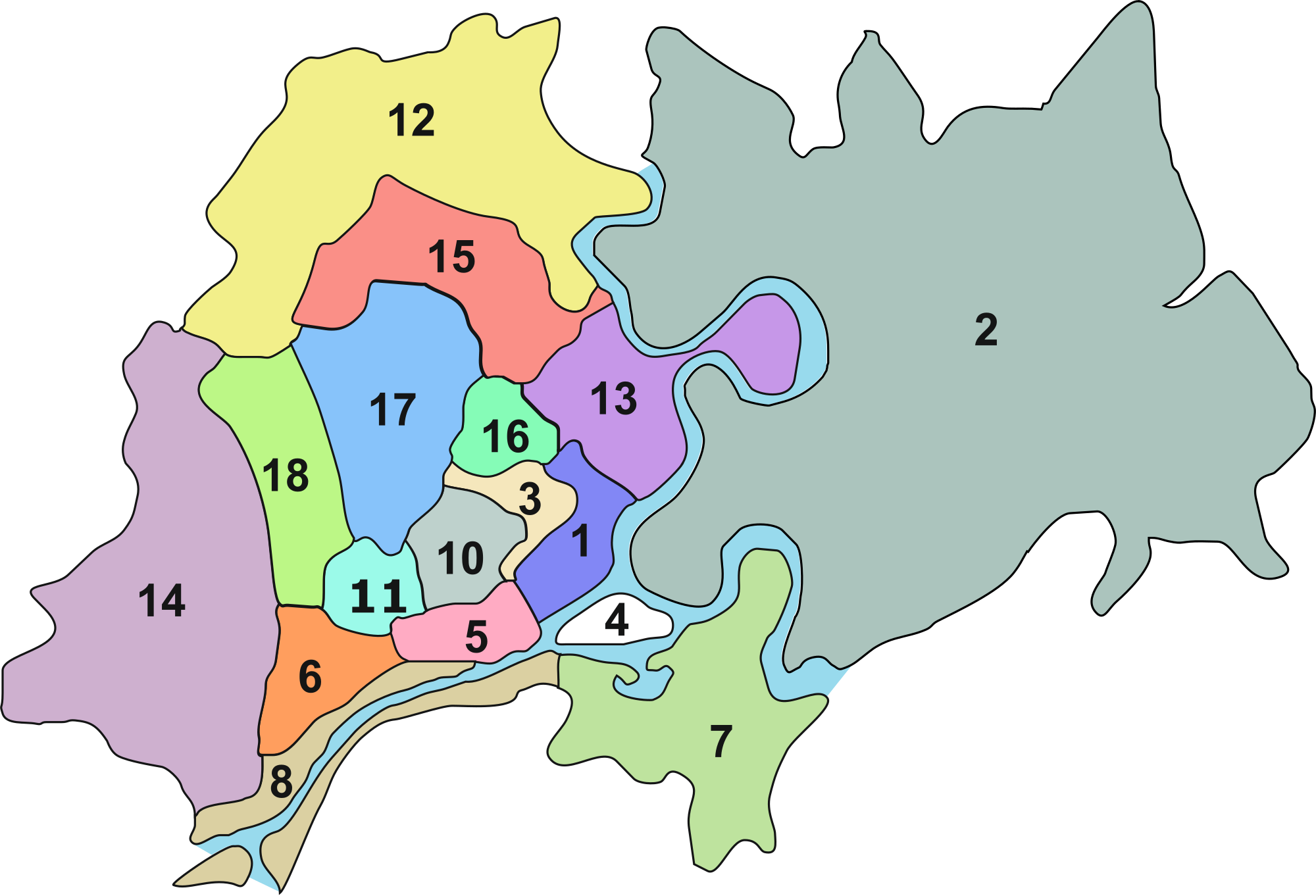
Administrativní členění městských částí Ho Či Minova Města a městského města.

Ho Či Minovo Město, situované v jihovýchodní části Vietnamu, leží 1760 km jižně od Hanoje. Průměrná nadmořská výška v centru města dosahuje 5 m n. m., zatímco předměstské oblasti se nacházejí ve výšce 16 m n. m. Na severu sousedí s provincií Tây Ninh a Bình Dương, na východě s provincií Đồng Nai a Bà Rịa–Vũng Tàu, na západě s provincií Long An a na jihu s pobřežím provincie Tiền Giang a východním mořem. Město rozkládající se na ploše 2095 km² (což představuje 0,63 % celkového povrchu Vietnamu) sahá až do okresu Củ Chi (vzdáleného 19 km od kambodžských hranic) a směřuje až do Cần Giờ na východním pobřeží. Vzdálenost od nejsevernějšího bodu (Phú Mỹ Hưng) k nejjižnějšímu bodu (Long Hòa) činí 102 km, zatímco od nejvýchodnějšího bodu (Long Bình) k nejzápadnějšímu bodu (Bình Chánh) měří 47 km.

### Podnebí
Ho Či Minovo Město se vyznačuje tropickým klimatem s průměrnou vlhkostí dosahující 78–82 %. Rok je rozdělen do dvou charakteristických období: období dešťů s průměrnými srážkami kolem 1931 mm za rok (se 150 deštivými dny ročně), které obvykle přetrvává od května do listopadu, a období sucha trvající od prosince do dubna. Průměrná teplota se ustálila na 28 °C s jemnými fluktuacemi během roku. Nejvyšší zaznamenaná teplota dosáhla 40 °C v dubnu, zatímco nejnižší byla zaznamenána při 13,8 °C v lednu. Město zažívá průměrně 2 400 až 2 700 hodin slunečního svitu ročně.

#### Záplavy
Saigon je považován za jedno z nejzranitelnějších měst vůči dopadům změny klimatu, zejména co se týče záplav. Během období dešťů dochází ke kombinaci přílivu, intenzivních srážek, vysokého objemu průtoku v řekách Saigon a Đồng Nai a eroze půdy, což má za následek pravidelné záplavy v několika částech města.

## Etnické skupiny
Většinu obyvatelstva, konkrétně 93,52 %, tvoří etničtí Vietnamci (Kinh). Největší etnickou menšinou, s podílem 5,78 %, jsou Číňané (Chanové). Mezi další etnické menšiny patří Khmerové s 0,34 %, Čamové s 0,1 %, a také malá skupina Baweanců pocházejících z ostrova Bawean v Indonésii.
Další národnosti, včetně Korejců, Japonců, Američanů, Jihoafričanů, Filipínců a Britů, často sídlí v oblasti Thủ Đức jako zahraniční pracovníci.

## Náboženství
Od března roku 2019 město uznává 13 náboženství a 1 983 048 obyvatel se identifikuje jako věřící. Dvěma převládajícími náboženstvími jsou katolicismus a buddhismus. Nejrozšířenější buddhismus má 1 164 930 stoupenců, katolicismus 745 283, kaodaismus 31 633, protestantismus 27 016, islám 6 580, Hòa Hảo 4 894, c ội Việt Nam 1 387, hinduismus 395, Đạo Tứ ấn hiếu nghĩa 298, Minh Sư Đạo 283, Bahá’í 192, Bửu Sơn Lỳ, Minhạn Lỳ 67.
Zbytek obyvatel jsou ateisté. 

## Partnerská města
- Manila, Filipíny
- Petrohrad, Rusko
- Vladivostok, Rusko
- Pusan, Jižní Korea
- San Francisco, USA
- Vientiane, Laos
- Šanghaj, Čína
- Ósaka, Japonsko
- Jokohama, Japonsko
- Kanton, Čína
- Lyon, Francie
- Šen-jang, Čína
- Phnom Penh, Kambodža
- Moskva, Rusko
- Toronto, Kanada
- Minsk, Bělorusko
- Barcelona, Španělsko
- Sevilla, Španělsko
- Johannesburg, Jihoafrická republika
- Monterrey, Mexiko

## Galerie

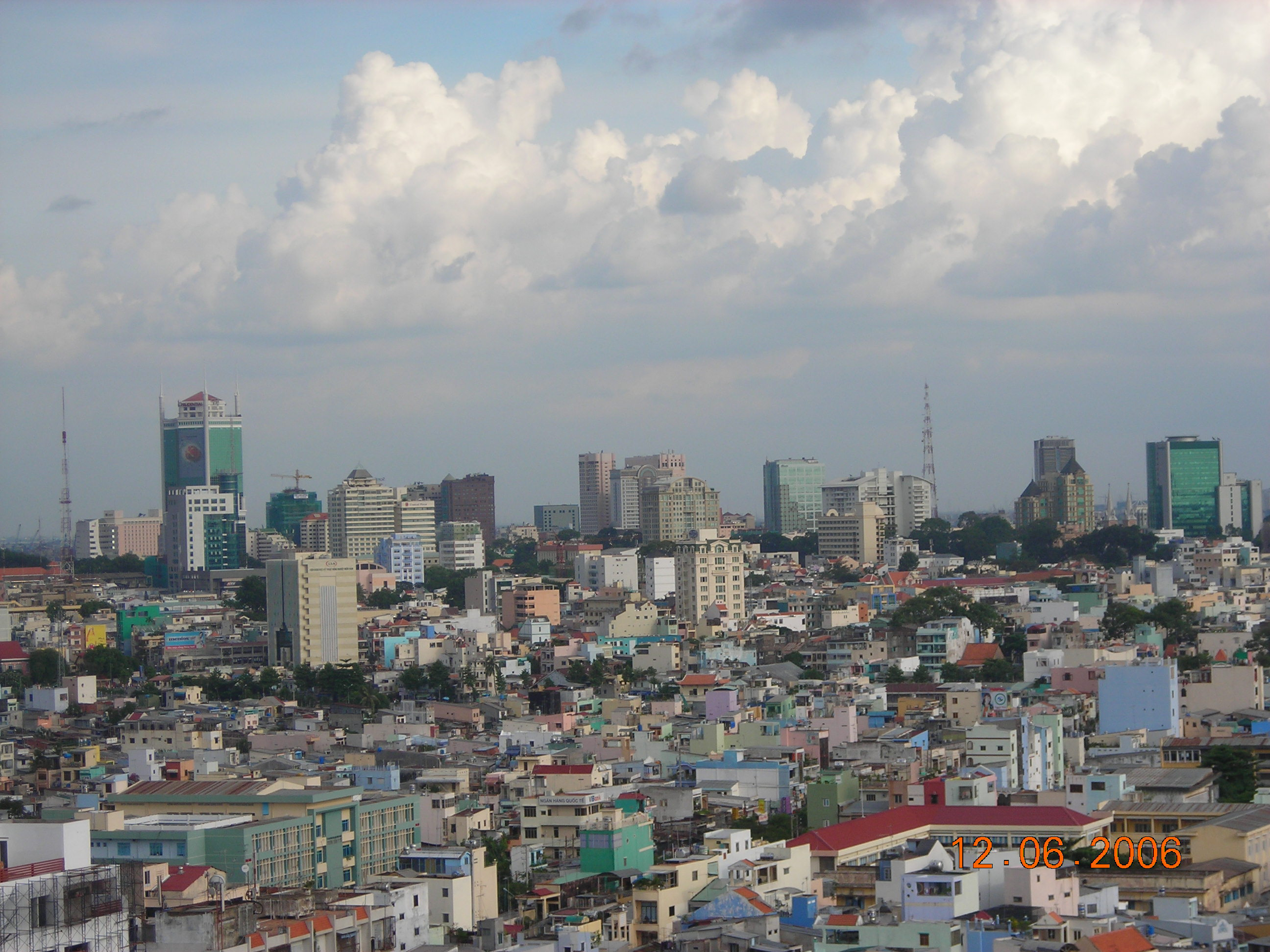
Panorama města
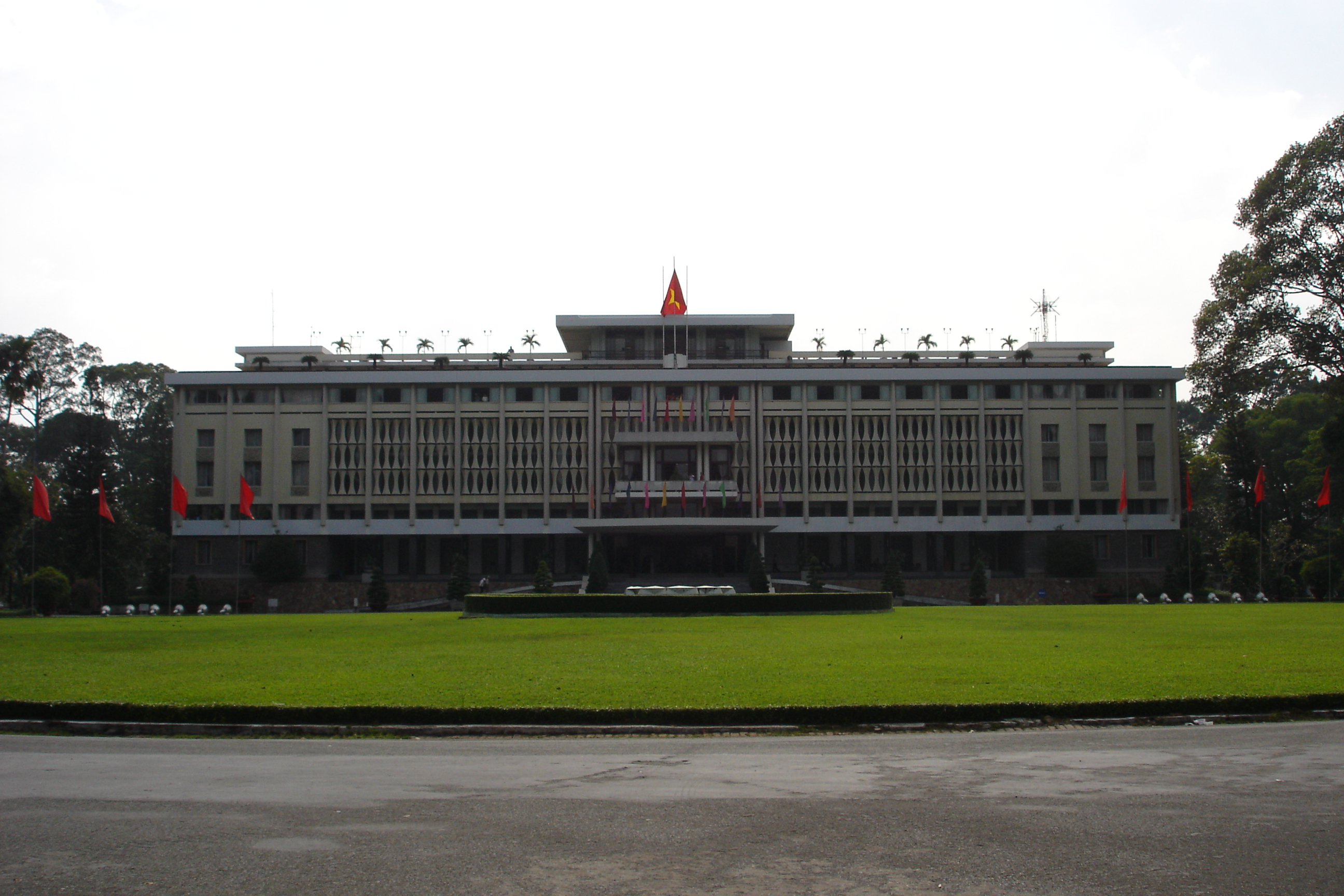
Palác sjednocení
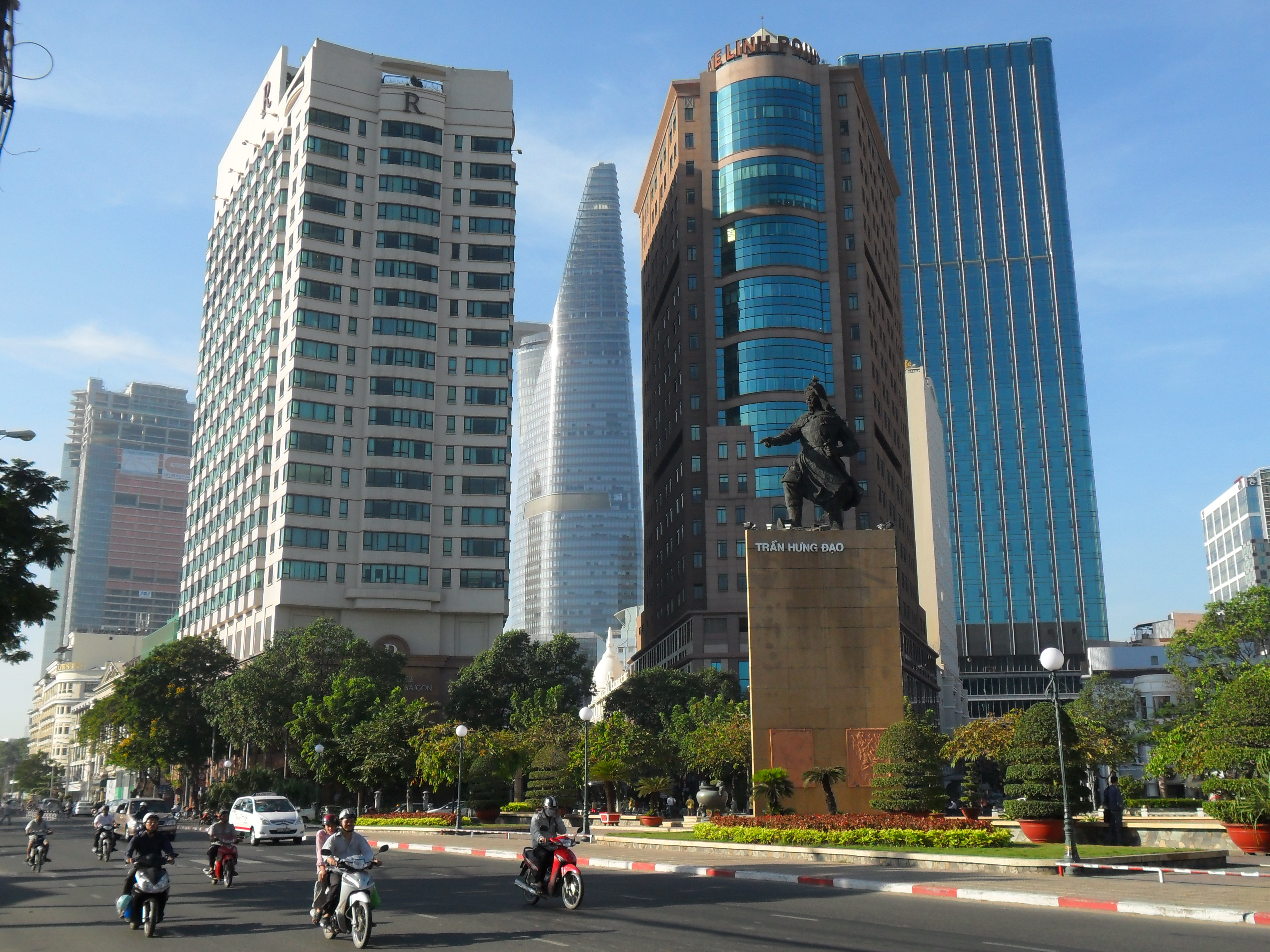
Business centrum města
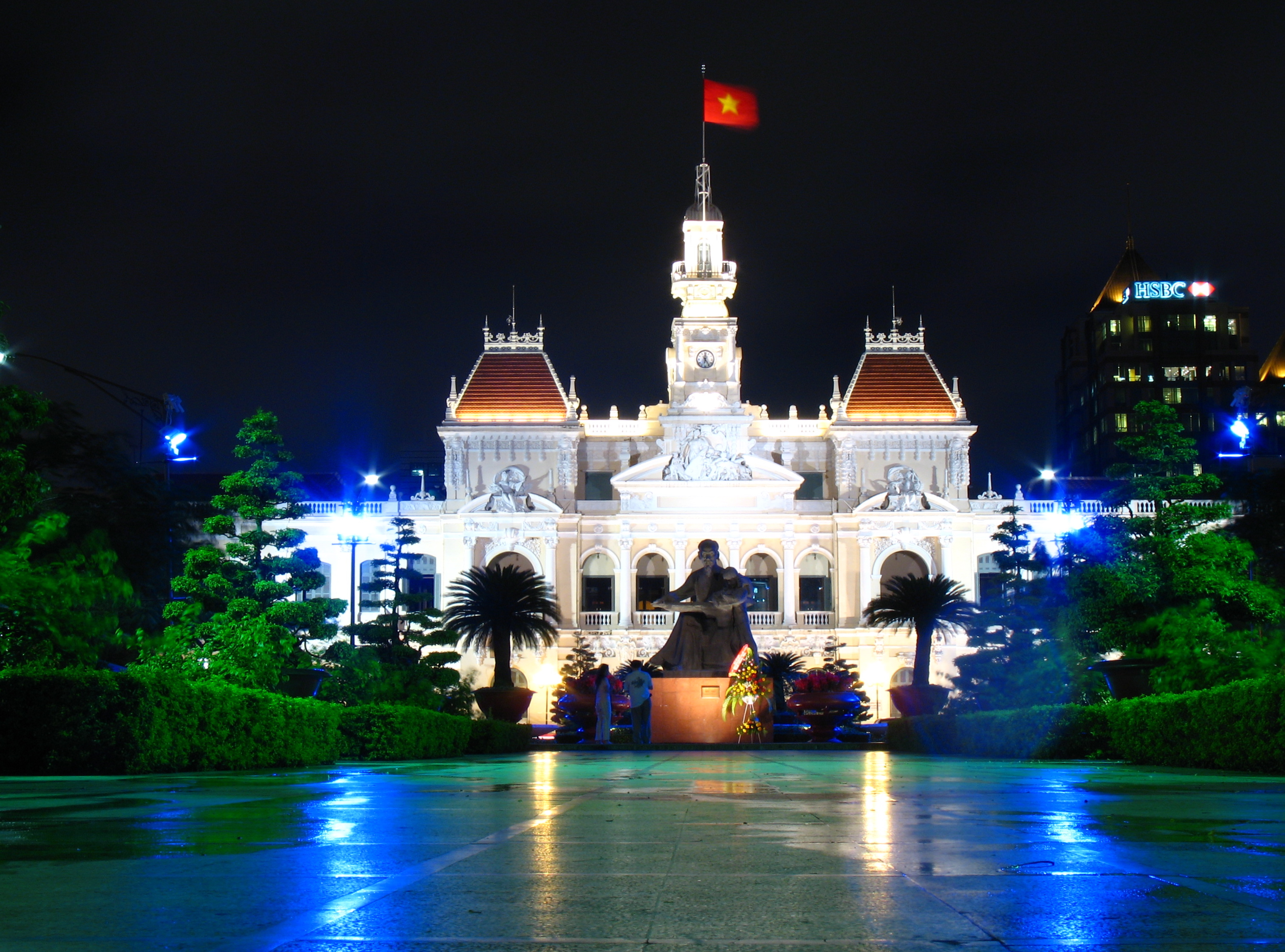
Radnice Ho Či Minova Města
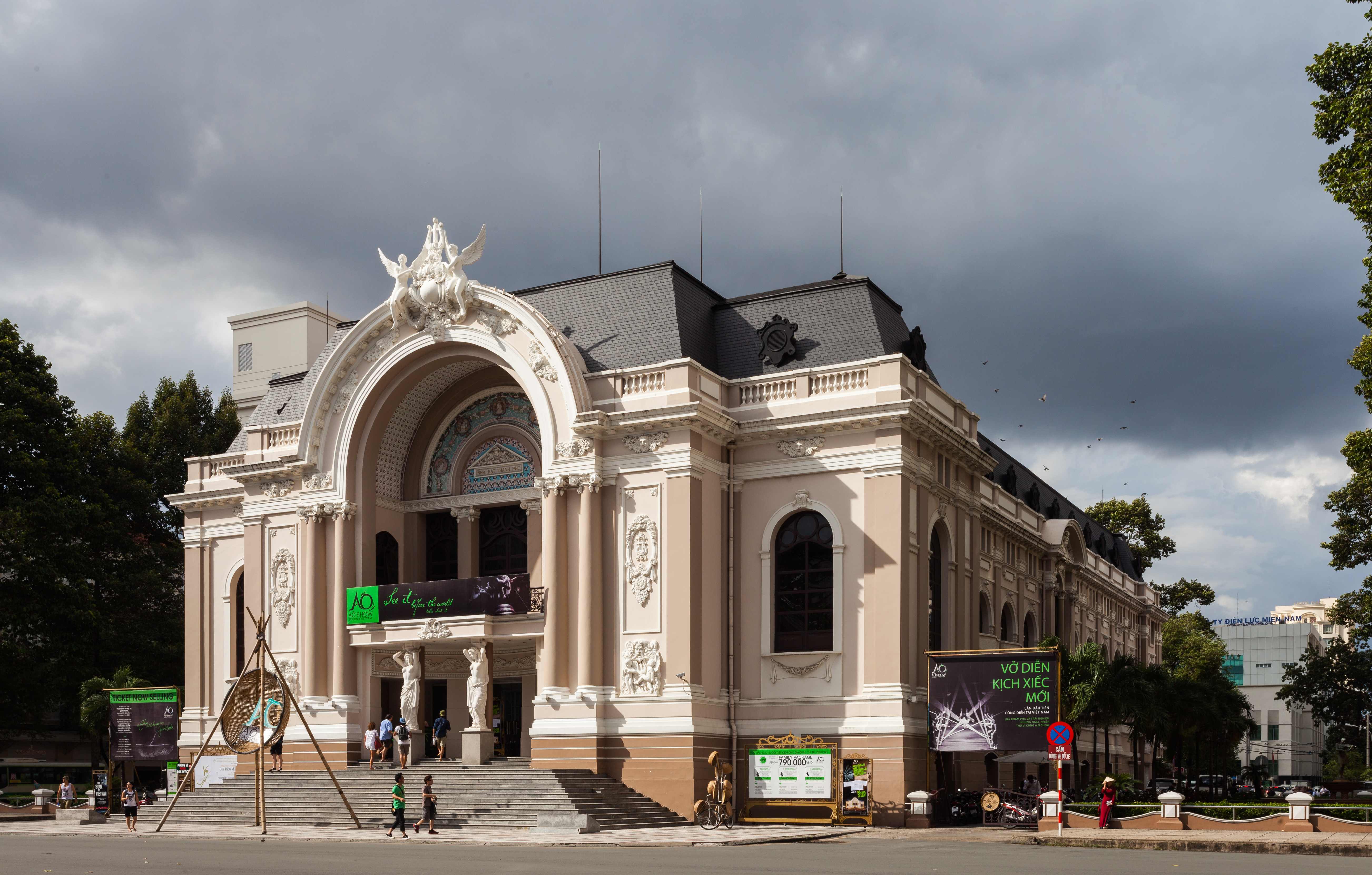
Opera
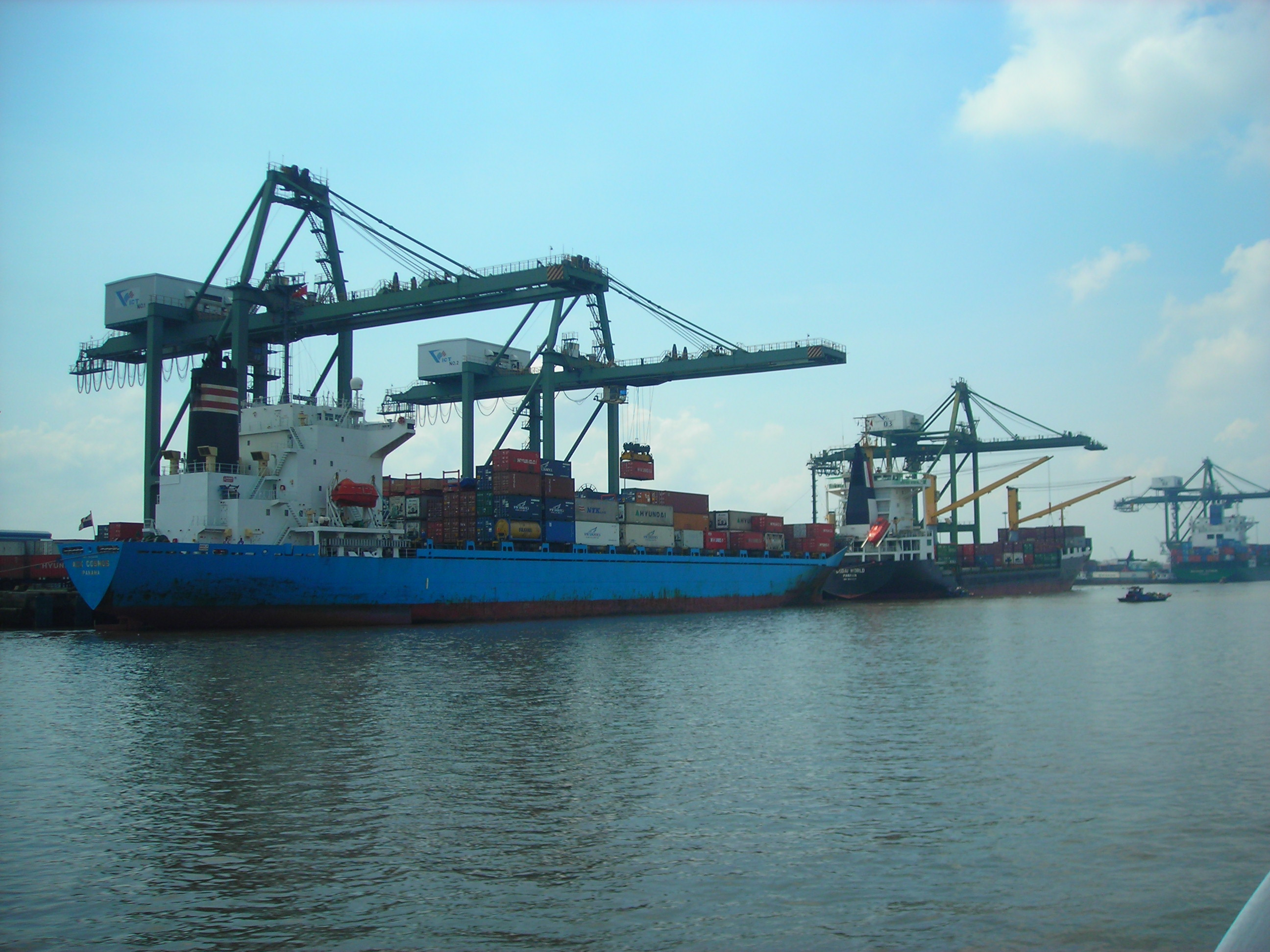
Městský přístav
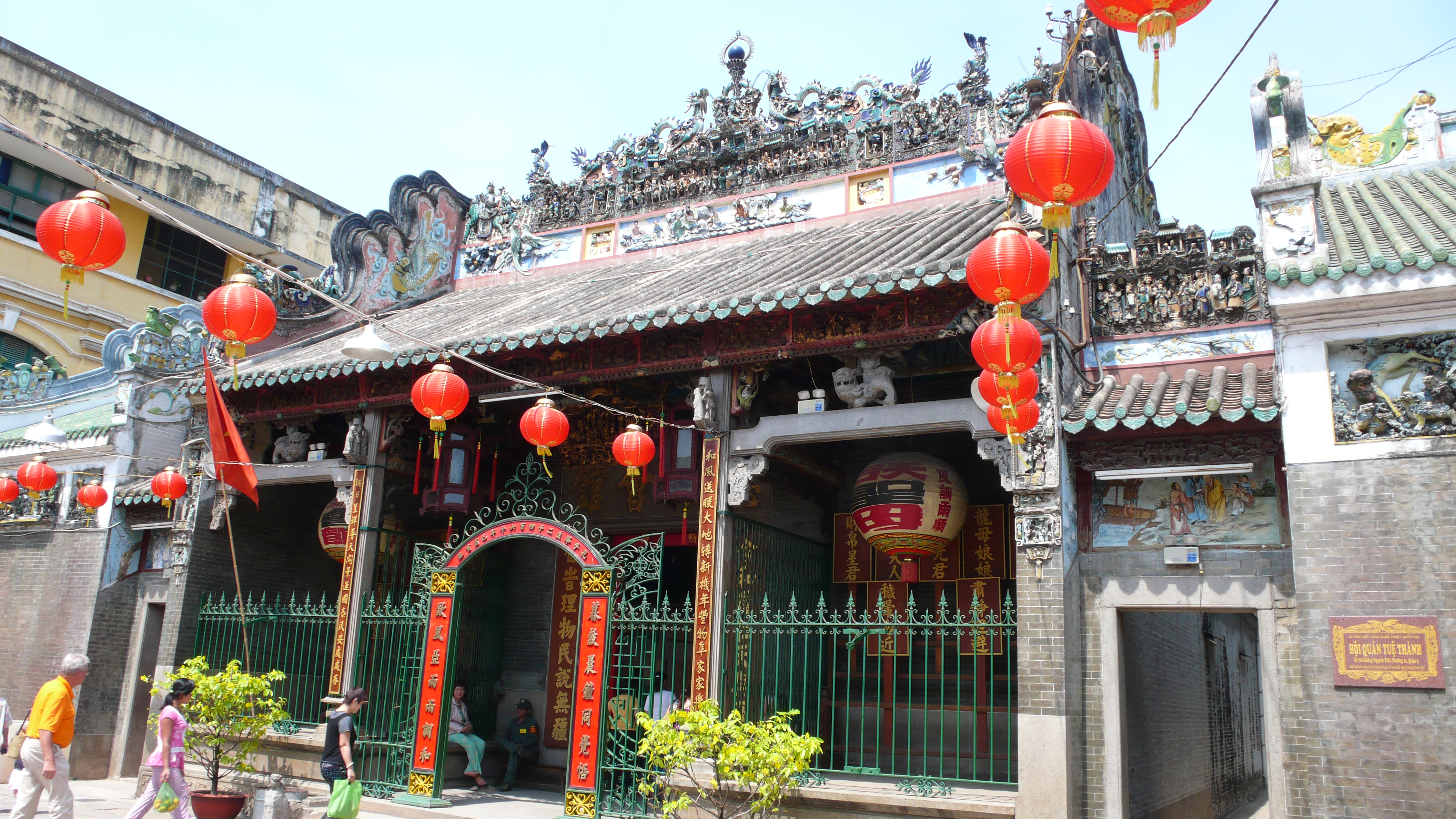
Hội quán Tuệ Thành
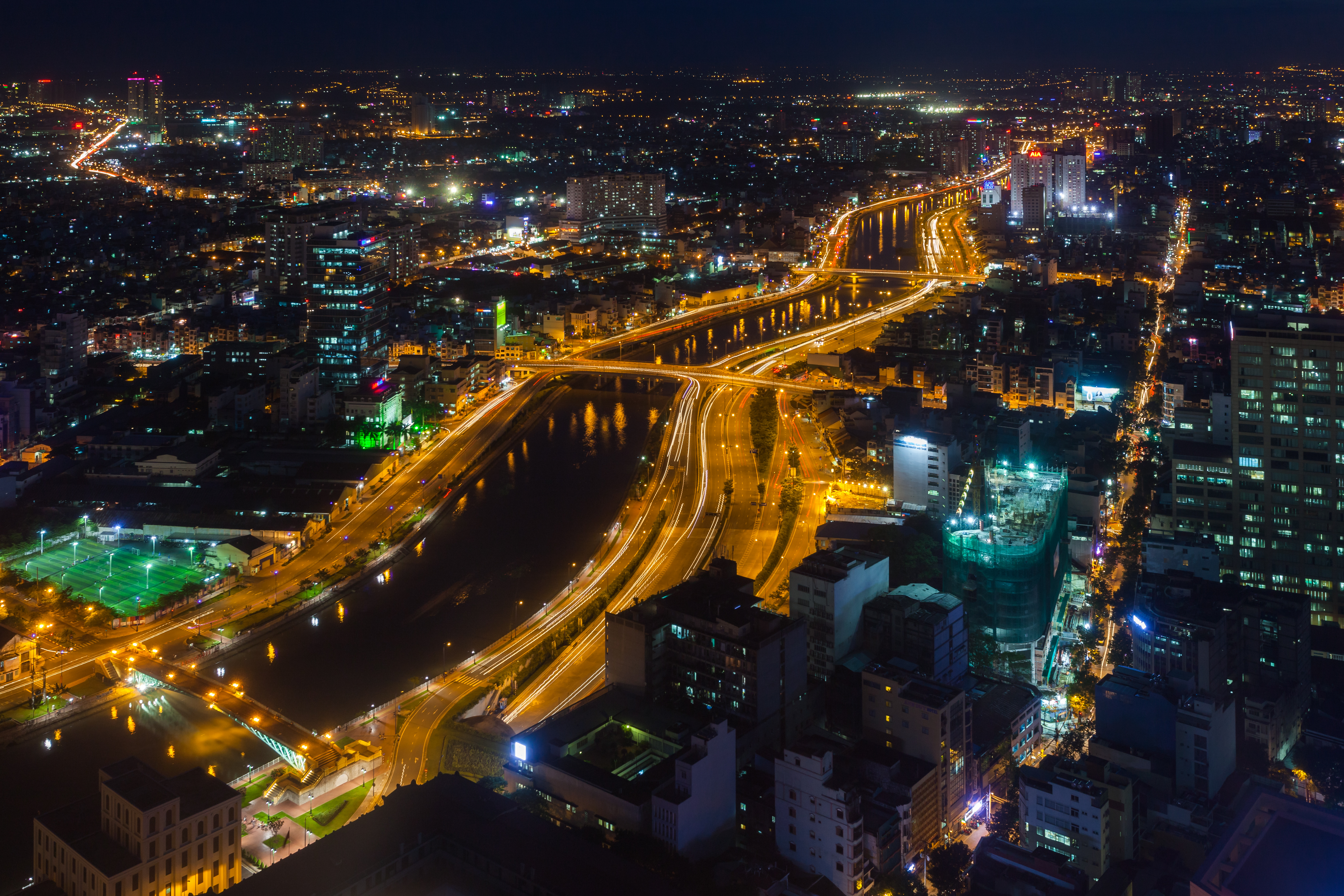
Noční město
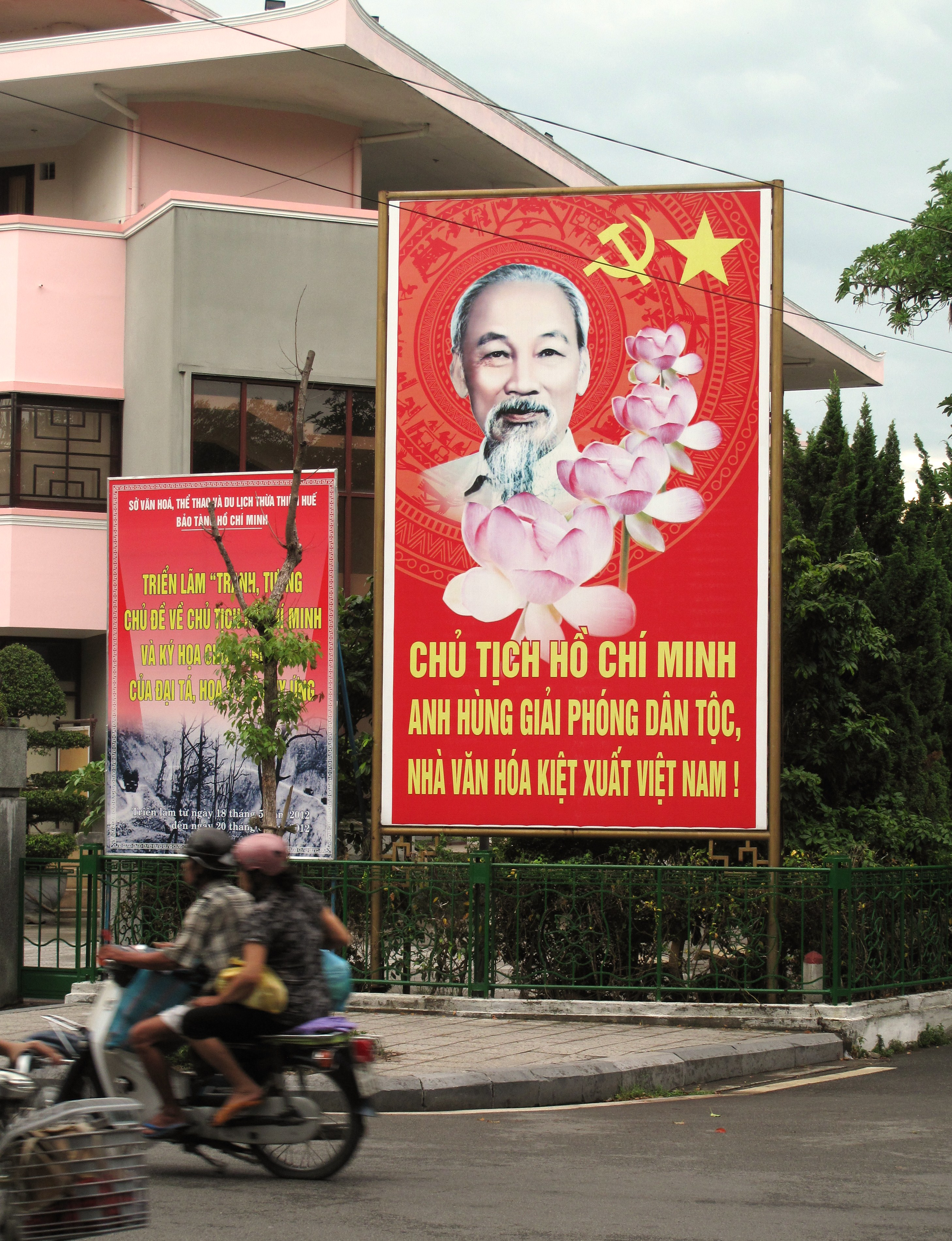
Billboard s portrétem Ho Či Mina